# Kinwat
Kinwat là một thành phố và là nơi đặt hội đồng đô thị (municipal council) của quận Nanded thuộc bang Maharashtra, Ấn Độ.

## Địa lý
Kinwat có vị trí 19°38′B 78°12′Đ / 19,63°B 78,2°Đ Nó có độ cao trung bình là 314 mét (1030 feet).

## Nhân khẩu
Theo điều tra dân số năm 2001 của Ấn Độ, Kinwat có dân số 24.867 người. Phái nam chiếm 51% tổng số dân và phái nữ chiếm 49%. Kinwat có tỷ lệ 65% biết đọc biết viết, cao hơn tỷ lệ trung bình toàn quốc là 59,5%: tỷ lệ cho phái nam là 72%, và tỷ lệ cho phái nữ là 57%. Tại Kinwat, 14% dân số nhỏ hơn 6 tuổi.